# 강필순 (정치인)
강필순(姜必順, 1957년 3월 29일 ~ )은 대한민국의 정치인이다. 제7·8·9대 경상북도 포항시의원이었다.

## 경력
- (사)한국여성농업인 포항시회장
- 포항시농업농촌 및 식품산업정책 심의위원
- 포항시 친환경급식지원 심의위원
- 포항시 농업산학협동 심의위원
- 포항시 다문화가족지원협의 위원
- 포항시 농특산물공동상표관리 위원
- 포항시 여성친화도시위원
- 포항시 소하천관리위원
- 북부장애인 종합복지관 위탁기관 재선정 심사위원 역임
- 2014.07 ~ 2018.06 제7대 경상북도 포항시의회 의원
- 2014.07 ~ 2016.07 제7대 경상북도 포항시의회 전반기 의회운영위원회 위원
- 2014.07 ~ 2016.07 제7대 경상북도 포항시의회 전반기 경제산업위원회 위원
- 2016.07 ~ 2018.06 제7대 경상북도 포항시의회 후반기 경제산업위원회 부위원장
- 2016.07 ~ 2018.06 제7대 경상북도 포항시의회 후반기 예산결산특별위원회 위원
- 2018.07 ~ 2022.06 제8대 경상북도 포항시의회 의원
- 2018.07 ~ 2020.07 제8대 경상북도 포항시의회 전반기 경제산업위원회 위원장
- 2020.07 ~ 2022.06 제8대 경상북도 포항시의회 후반기 경제산업위원회 위원
- 2020.07 ~ 2022.06 제8대 경상북도 포항시의회 후반기 예산결산특별위원회 위원
- 2022.05.10 국민의힘 탈당
- 2022.07 ~ 2022.09 제9대 경상북도 포항시의회 의원
- 2022.07 ~ 2022.09 제9대 경상북도 포항시의회 전반기 자치행정위원회 위원

## 의원직 사퇴
- 2022년 9월 22일 강필순 포항시의원, 의원직 사퇴서 제출

## 역대 선거 결과
|  | 75.41% |

|  | 21.86% |

|  | 26.33% |